# Ann Patchett
Ann Patchett (ur. 2 grudnia 1963 w Los Angeles) – amerykańska pisarka.

## Życiorys
Urodziła się w Los Angeles w Kalifornii, skąd przeniosła się z rodzicami w wieku sześciu lat do Nashville w Tennessee.
Patchett uczęszczała do szkoły średniej w St Bernard Academy, szkoły katolickiej dla dziewcząt prowadzonej przez Siostry Miłosierdzia.
Ukończyła studia licencjackie na Sarah Lawrence College w Nowym Jorku, na których uczestniczyła w zajęciach prowadzonych przez Russella Banksa, Grace Paley i Allana Gurganusa. Później w czasie studiów magisterskich na University of Iowa uczęszczała na warsztaty literackie oraz do Fine Arts Work Center w Provincetown w Massachusetts, gdzie napisała swoją pierwszą książkę The Patron Saint of Liars.
W 1995 była stypendystką Fundacji Pamięci Johna Simona Guggenheima. Rok wcześniej dziennik „Nashville Banner” przyznał jej nagrodę pisarza roku stanu Tennessee.
W 2010 roku odkryła, że w jej rodzinnym Nashville nie ma już dobrej księgarni, dlatego postanowiła to zmienić i wspólnie z Karen Hayes założyła księgarnię Parnassus Books. Otwarcie księgarni odbyło się w listopadzie 2011 roku.
W 2012 Patchett znalazła się na liście 100 najbardziej wpływowych ludzi na świecie według magazynu „Time”.
Mieszka w Nashville. Jej matką jest pisarka Jeanne Ray.

## Twórczość
Swoje pierwsze opowiadanie Patchett opublikowała już w czasie studiów na Sarah Lawrence College na łamach „The Paris Review”.
Przez dziewięć lat pracowała w redakcji magazynu „Seventeen”. Jest autorką licznych publikacji wydanych na łamach m.in.: „The New York Times Magazine”, „The Washington Post”, „O, The Oprah Magazine”, „Elle”, „GQ”, „Gourmet” i „Vogue”.
W 1992 Patchett opublikowała swoją pierwszą powieść, The Patron Saint of Liars, która w 1997 doczekała się adaptacji filmowej (polski tytuł filmu Patron kłamców). Jej druga powieść, Taft, otrzymała w 1994 roku Janet Heidinger Kafka Prize. Wydana w 2001 jej czwarta powieść, Belcanto, znalazła się wśród nominowanych do National Book Critics Circle Award oraz otrzymała w 2002 roku nagrody Orange Prize i PEN/Faulkner Award. Wśród nominowanych do Orange Prize znalazły jej następujące powieści: Biegnij, The Patron Saint of Liars, Taft, Stan zdumienia i Asystentka magika.
W 2006 Patchett była redaktorką rocznika z serii „The Best American Short Stories”.
Dom Holendrów był nominowany do Nagrody Pulitzera, został także jedną z najważniejszych książek 2019 roku według „New York Timesa” i „Time’a”.

## Dzieła
- The Patron Saint of Liars (1992).
- Taft (1994, polskie wydanie: Taft, tłum. Anna Gralak, Znak Literanova 2013).
- The Magician’s Assistant (1997, polskie wydanie: Asystentka magika, tłum. Konrad Majchrzak, Dom Wydawniczy „Rebis” 2004).
- Bel Canto (2001, polskie wydania: Belcanto, tłum. Aleksandra Wolnicka, Wydawnictwo C&T 2005; Dom Wydawniczy „Rebis” 2008).
- Truth & Beauty: A Friendship (2004).
- Run (2007, polskie wydanie: Biegnij, tłum. Marta Jabłońska-Majchrzak, Dom Wydawniczy „Rebis” 2008).
- What now? (2008).
- State of Wonder (2011, polskie wydanie: Stan zdumienia, tłum. Anna Gralak, Znak Literanova 2012).
- The Getaway Car: A Practical Memoir About Writing and Life (2011).
- The Bookshop Strikes Back (2012)
- Another Year (2012)
- This Is the Story of a Happy Marriage (2013).
- Commonwealth (2016), polskie wydanie: Dziedzictwo,  tłum. Anna Gralak, Znak Literanova 2017, ISBN 978-83-240-3744-5
- The Dutch House (2019), polskie wydanie: Dom Holendrów,  tłum. Anna Gralak, Znak Literanova 2019, ISBN 978-83-240-7335-1
- My Three Fathers (2020)
- The Shop Dogs of Parnassus (2021)
- Tom Lake (2023), polskie wydanie: Tom Lake, tłum. Anna Gralak, Znak Literanova 2023, ISBN 978-83-240-9648-0